# Colomanno di Galizia
Colomanno di Galizia (in ungherese Kálmán; in ucraino Коломан?; Ungheria, 1208 – maggio 1241) fu dal 1214 principe e poi, dal 1215 o 1216 al 1221, principe di Galizia e duca di Slavonia dal 1226 fino alla sua morte.
Secondogenito di Andrea II d'Ungheria e Gertrude di Merania, suo padre e Leszek il Bianco, duca di Polonia, conclusero un accordo sul matrimonio di Colomanno e la figlia di Leszek, Salomea, concordando al contempo una spartizione territoriale della Galizia. Ai sensi di quest'intesa, la parte occidentale passava a Leszek, mentre le restanti terre a Colomanno. Gli eserciti ungherese e polacco occuparono il principato alla fine del 1214. Andrea II nominò il palatino d'Ungheria, Benedetto il Calvo, allo scopo di amministrare la regione per conto di Colomanno. Quest'ultimo fu incoronato primo re di Galizia con l'autorizzazione del papa all'inizio del 1216.
Dopo che le truppe ungheresi occuparono i territori della Galizia occidentale, Leszek strinse un'alleanza con Mstislav Mstislavič, principe di Novgorod. Mstislav invase la Galizia, costringendo Colomanno e i suoi sostenitori a ritirarsi in Ungheria, molto probabilmente all'inizio del 1219. Mstislav sostenne suo genero Danilo Romanovič, il quale aveva manifestato la sua intenzione di acquisire il trono della Galizia dal 1205, per invadere i territori polacchi, evento che portò a una riconciliazione tra Andrea II e Leszek. Ungheresi e polacchi occuparono nuovamente la Galizia e la restituirono a Colomanno nell'autunno del 1219. Mstislav e i suoi alleati cumani sconfissero gli ungheresi vicino ad Halyč e catturarono Colomanno e Salomea nell'agosto 1221. Per assicurarsi il loro rilascio, Andrea II rinunciò alla Galizia e organizzò un'alleanza matrimoniale tra il suo figlio più giovane, Andrea, e la figlia di Mstislav.
Colomanno tornò in Ungheria alla fine del 1221 o 1222, stabilendosi a Szepes (oggi Spiš, in
Slovacchia), dove gli erano stati assegnati vasti possedimenti dalla fine degli anni 1210. Andrea II lo nominò duca di Slavonia, esercitando la sua giurisdizione anche in Croazia e Dalmazia nel 1226. Egli collaborò con il fratello maggiore, Béla, nel tentativo di compiere delle modifiche alla politica di donazione compiuta dal padre, la quale aveva causato la cessione di varie proprietà della corona agli aristocratici magiari.

## Biografia

### Primi anni
Colomanno era il secondo figlio di Andrea II d'Ungheria e della sua prima moglie, Gertrude di Merania. Il padre di Andrea, Béla III, fu il primo re d'Ungheria a conquistare con le sue truppe il Principato di Galizia nel 1188. Béla concesse la Galizia all'adolescente Andrea, ma il governo di quest'ultimo si rivelò impopolare, soprattutto perché le sue truppe non rispettavano la fede ortodossa dei galiziani. I galiziani lo scacciarono nel 1189 o 1190, ma il sovrano magiaro non abbandonò la sua pretesa sulla Galizia. Dopo che Romano Mstislavič, detto il Grande, aveva unito i principati di Volinia e la Galizia sotto il suo governo, morirono combattendo contro i polacchi nel 1205, Andrea lanciò una campagna militare contro la Galizia praticamente quasi ogni anno. Egli adottò il titolo di re di Galizia e Lodomiria per rimarcare la sua pretesa su entrambi i principati. Inizialmente sostenne i figli minori di Romano il Grande, Danilo e Vasilko Romanovič, contro Vladimiro III Igorevič e i suoi fratelli, che rivendicarono anche la Galizia.
Colomanno nacque nel 1208 e, secondo gli storici Márta Font e Gábor Barabás, fu chiamato molto probabilmente così in onore di Colmano di Stockerau, un pellegrino irlandese ucciso in Austria nel 1012. La madre di Colomanno dimostrò un palese favoritismo nei confronti dei suoi parenti e dei cortigiani tedeschi, evento che indignò la nobiltà magiara. Pertanto, tempo dopo la regina fu assassinata da un gruppo di aristocratici ungheresi nel settembre 1213, poco dopo la partenza del marito per una nuova campagna militare contro la Galizia. Andrea tornò in Ungheria, ma solo dopo aver nominato un boiardo galiziano, Vladislav Kormiličič, per guidare l'esercito ungherese in Galizia. In quel frangente, Kormiličič prese il controllo del principato per conto di Andrea. Leszek il Bianco, duca di Polonia, concesse asilo a Daniele e Vasilko Romanovič e stipulò un'alleanza con i principi Alexandr Vsevolodovič di Vladimir e Mstislav Yaroslavič di Peresopnitsia. Pur avendo tale coalizione invaso la Galizia causando il ritiro di Kormiličič, essi non riuscirono conquistare la capitale del principato, Halyč.
In una lettera inviata a papa Innocenzo III, Andrea dichiarò che i boiardi galiziani gli avevano proposto di concedere la Galizia a Colomanno. Secondo la Cronaca di Galizia e Volinia, Leszek il Bianco fu il primo a suggerire la stessa idea, proponendo anche la mano di sua figlia, Salomea, a Colomanno. Andrea e Leszek si incontrarono per proseguire le trattative a Szepes nell'autunno del 1214. I due raggiunsero alla fine un compromesso, il quale includeva il matrimonio di Colomanno e Salomea e la cessione di due città della Galizia occidentale, Przemyśl e Lubaczów, a Leszek. Gli eserciti ungherese e polacco invasero il principato e posero fine all'amministrazione di Vladislav Kormiličič prima della fine dell'anno.
(Cronaca di Galizia e Volinia)

### In Galizia

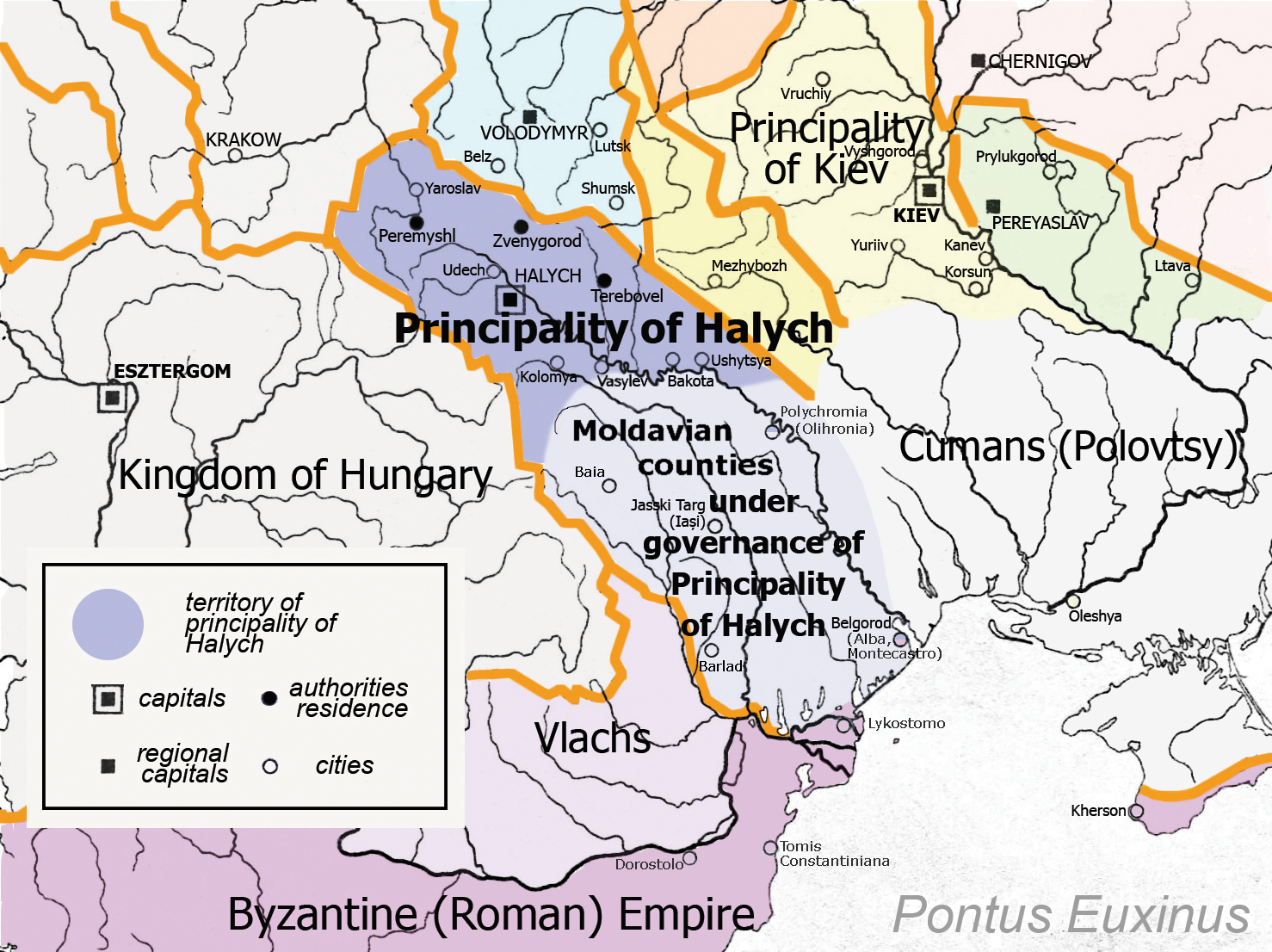
Il Principato di Galizia e le potenze confinanti

Colomanno raggiunse la capitale Halyč subito dopo la caduta di Kormiličič. Poiché Colomanno era minorenne, il palatino d'Ungheria Benedetto il Calvo fu nominato per amministrare il principato. Un altro nobile ungherese, Demetrio Aba, fu nominato principale membro della corte di Colomanno prima del 1216. Sudislav, ex alleato di Kormiličič, fu uno dei più influenti boiardi galiziani a prendere le parti di Colomanno.
Andrea inviò una lettera a papa Innocenzo chiedendogli di autorizzare Giovanni, arcivescovo di Strigonio, a ungere il giovane magiaro come re. Nella sua lettera successiva, Andrea ringraziò il pontefice per aver prestato il consenso all'incoronazione di Colomanno, informandolo altresì dello scoppio di una rivolta contro suo figlio che aveva portato i ribelli all'assedio di Halyč. Andrea esortò Innocenzo a inviare un legato pontificio e una corona d'oro a Colomanno per rafforzare la legittimità del suo governo. Papa Onorio III riferì in una lettera del 1222 che l'arcivescovo di Esztergom aveva incoronato Colomanno «con la benedizione della Santa Sede», ma qualsiasi altra informazione sulla cerimonia rimane sconosciuta. Gli storici Font, Barabás e Karol Hollý dedussero dalla corrispondenza che Colomanno fu probabilmente incoronato due volte, la prima (alla fine del 1214 o all'inizio del 1215) con una corona provvisoria in Ungheria, la seconda (probabilmente all'inizio del 1216) con la corona inviata dal papa. Altri storici, tra cui Tibor Almási, Nataša Procházková e Đura Hardi, sostengono che Colomanno fu unto e incoronato solo una volta, all'inizio del 1216.
La relazione tra Andrea e Leszek il Bianco si era nel frattempo fatta tesa. Leszek concesse Volodymyr-Volyns'kyj, centro principale della Volinia, a Danilo e Vasilko Romanovič. Inoltre quando Colomanno fu coinvolto nell'assedio di Halyč il polacco non fornì alcun supporto esterno. L'esercito ungherese invase la Galizia occidentale e catturò Przemyśl e Lubaczów alla fine del 1215 o all'inizio del 1216. Leszek strinse contatti con Mstislav Mstislavič, principe di Novgorod, chiedendo il suo intervento contro i magiari. La ricostruzione degli eventi successivi è difficile, in quanto l'esatta datazione resta incerta. Mstislav invase la Galizia tra il 1215 e il 1219 (molto probabilmente all'inizio del 1219, secondo Font e Barabás), costringendo Colomanno, Benedetto il Calvo e Sudislav a fuggire verso ovest, in Ungheria.
Mstislav concesse sua figlia, Anna, in sposa a Danilo Romanovič, fautore dell'occupazione delle terre situate tra i fiumi Wieprz e Bug Occidentale a scapito di Leszek. Indignato dall'attacco di Danilo, Leszek si rivolse nuovamente ad Andrea II per distendere le relazioni bilaterali. Le loro forze congiunte sconfissero l'esercito di Mstislav nel corso di tre battaglie avvenute nell'ottobre del 1219. Mstislav e Danilo furono costretti ad abbandonare la Galizia e Colomanno tornò nel principato. Font e Barabás ritengono che, molto probabilmente, Andrea nominò il genero di Sudislav, Filnio, come comandante dell'esercito ungherese in Galizia in quel periodo.
Mstislav assunse dei mercenari cumani e invase nuovamente la  Galizia alla fine del 1220 o all'inizio del 1221, ma non riuscì a catturare la capitale Halyč. La disfatta riportata da Mstislav incoraggiò Filnio a unirsi alla campagna di Leszek contro la Volinia, lasciando Colomanno e Salomea nella Chiesa della Vergine Maria ad Halyč, di recente fortificata. Approfittando dell'assenza del grosso l'esercito ungherese, Mstislav e i Cumani assediarono Halyč nell'agosto 1221. Filnio si affrettò a tornare dalla sua campagna, ma Mstislav sconfisse il suo esercito e poté solo fuggire con l'aiuto di un boiardo galiziano, Zhiroslav il 14 agosto. I servitori di Colomanno cercarono di resistere nella chiesa fortificata, ma la mancanza d'acqua li costrinse ad arrendersi. Il cronista polacco Jan Długosz riferisce che Colomanno e Salomea furono imprigionati nella fortezza di Torčesk.
I conflitti interni in corso in Ungheria impedirono al padre di Colomanno di avviare una spedizione militare contro Mstislav. Andrea avviò in seguito dei negoziati con Mstislav e raggiunse un compromesso alla fine del 1221 o all'inizio del 1222. Ai sensi dell'intesa, Colomanno doveva rinunciare al titolo di re di Galizia, ma al contempo Mstislav acconsentiva a dare sua figlia, Maria, in sposa al fratello minore di Colomanno, Andrea, a cui sarebbe passato il titolo reale detenuto da Colomanno.
(Prima Cronaca di Novgorod)

### In Ungheria

#### Szepes
Dopo essere stato liberato dalla prigionia alla fine del 1221 o all'inizio del 1222, Colomanno tornò in Ungheria. Presto suo padre sollecitò papa Onorio III chiedendogli di invalidare il suo accordo con Mstislav. Il pontefice si limitò però soltanto a cancellare la disposizione relativa al trasferimento del titolo reale di Colomanno al fratello minore, sostenendo che egli fosse l'unica autorità con il diritto di decidere sulle incoronazioni. Colomanno si definì negli atti ufficiali re di Galizia fino alla fine dei suoi giorni, malgrado non fece mai più ritorno in quella regione. Lui e sua moglie si stabilirono a Szepes, vicino al confine tra Ungheria e Galizia. Font e Barabás sostengono Colomanno avesse ricevuto dei feudi nella regione già alla fine del 1210. Una fonte di epoca tarda (una lettera del 1279 di Elisabetta la Cumana) afferma che Colomanno aveva detenuto il possesso di Szepes fino a quando morì.
Le attività di Colomanno a Szepes sono scarsamente documentate. Tra le poche informazioni conosciute è noto che concesse dei privilegi ai «coloni ospiti» a Szepesolaszi (oggi Spišské Vlachy, in Slovacchia). Inoltre, versò delle donazioni al monastero cistercense fondato nel 1220 a Szepes. Colomanno sostenne altresì la nomina di un prevosto dei Premostratensi a Jászó (attuale Jasov, in Slovacchia). Secondo una teoria accademica, la torre del castello di Szepes fu costruito su ordine di Colomanno.

#### Slavonia
Andrea II affidò a Colomanno il governo di Slavonia, Croazia e Dalmazia nel 1226. Le tre province erano state amministrate dal fratello maggiore di Colomanno, Béla, che fu in quel frangente nominato come governatore della Transilvania. La giurisdizione di Colomanno si estendeva anche su alcuni comitati situati in aree più centrali del regno, come Baranya, Pozsega, Somogy, Valkó, Varasdino e Zala.
Nell'estate del 1226, Colomanno visitò la Dalmazia, dove fu ricevuto cerimoniosamente in varie città. In quel contesto eseguì delle donazioni alla diocesi di Traù e confermò la concessione di sua madre al capitolo di Hájszentlőrinc. I diplomi emessi durante gli anni successivi sopravvissuti fino ad oggi risalgono al 1229. I feudi situati a Szepes compaiono in entrambi i diplomi, circostanza la quale implica che Colomanno aveva soggiornato principalmente a Szepes dal 1226 al 1229, secondo Font e Barabás.
Colomanno sostenne i tentativi di suo fratello Béla di rivedere la politica di sovvenzioni adottata dal padre già durante la vita di Andrea II; tale strategia aveva infatti sensibilmente ridotto le entrate delle casse reali a seguito della cessione di proprietà della corona. I due fratelli confermarono congiuntamente una sovvenzione concessa da un precedente bano di Croazia nel 1231. Per far fronte alla carenza di denaro, Colomanno ignorò i privilegi garantiti Cavalieri Templari e si dimostrò desideroso di riscuotere le tasse sui loro possedimenti. Il papa nominò Bartolomeo il Grosso, il vescovo di Pécs, ad arbitrare nella controversia insieme all'abate di Pécsvárad e al prevosto del capitolo di Pécs, ma proibì loro di scomunicare Colomanno senza la sua speciale autorizzazione. I tre prelati persuasero il nobile ungherese a confermare i privilegi dei Cavalieri il 31 luglio 1231, benché una piena riconciliazione ebbe luogo solo dopo lunghe trattative nel 1239.
Colomanno concesse le libertà ai «coloni ospiti» tedeschi, sassoni, ungheresi e slavi di Vukovar nel 1239. Inoltre, confermò il diritto dei «coloni ospiti» di Varaždin di eleggere i propri giudici e riportare in forma scritta i propri obblighi.
Colomanno avviò il percorso di fusione dell'Arcivescovado di Spalato e del vescovado di Zagabria, ma papa Gregorio IX gli ricordò nel 1240 che le due diocesi non potevano essere unite senza il consenso dell'arcivescovo di Kalocsa e dei capitoli delle rispettive sedi.
Nel 1231 Colomanno conferì a Vukovar lo status di città libera. Colomanno, allo stesso modo di suo fratello, si oppose al terzo matrimonio del padre con Beatrice d'Este e, dopo la morte del re Andrea II nel 1235, accusarono la loro giovane matrigna di adulterio.
Papa Gregorio IX lo persuase a perseguire gli eretici nelle sue province e nei territori adiacenti, con il risultato che egli invase e occupò la Bosnia e la Zaclumia, senza però riuscire a sopprimere i seguaci del bogomilismo. Incoraggiò l'istituzione della diocesi di Bosnia e concesse Đakovo (in ungherese Diakóvár) al suo vescovo. Quando fu informato che l'invasione mongola del regno in cui si trovava aveva avuto inizio, si unì alle truppe di suo fratello. Tuttavia, i loro uomini furono sconfitti nella battaglia di Mohi dell'11 aprile 1241. Colomanno subì gravi ferite e morì per via di esse poche settimane dopo lo scontro.

## Titoli
Colomanno si definiva con la formula "per grazia di Dio, re dei Ruteni, e per la generosità del suo glorioso padre, duca di Dalmazia e Croazia" nel suo primo statuto di cui si ha conoscenza, risalente al 1226. Göncöl, arcivescovo di Spalato, definì Colomanno "re e duca di Slavonia" nel 1229. Il primo documento che menziona il governo di Colomanno sull'"intera Slavonia" fu emesso dal capitolo di Zagabria nel 1230. Di conseguenza, fu chiamato "re e duca di tutta la Slavonia" dal tardo 1230.

## Ascendenza
|                       |                     |                        | Genitori                                   |  |  | Nonni |  |  | Bisnonni           |  |  | Trisnonni          |  |
|                       |                     |                        |                                            |  |  |       |  |  | Géza II d'Ungheria |  |  | Béla II d'Ungheria |  |
|                       |                     |                        |                                            |  |  |       |  |  | Géza II d'Ungheria |  |  | Béla II d'Ungheria |  |
|                       |                     | Elena di Rascia        |                                            |  |  |       |  |  | Géza II d'Ungheria |  |  |                    |  |
| Béla III d'Ungheria   |                     |                        |                                            |  |  |       |  |  | Géza II d'Ungheria |  |  |                    |  |
|                       |                     | Efrosin'ja Mstislavna  | Mstislav I di Kiev                         |  |  |       |  |  |                    |  |  |                    |  |
|                       |                     | Efrosin'ja Mstislavna  | Mstislav I di Kiev                         |  |  |       |  |  |                    |  |  |                    |  |
|                       |                     | Efrosin'ja Mstislavna  | Ljubava Dmitr'evna                         |  |  |       |  |  |                    |  |  |                    |  |
| Andrea II d'Ungheria  |                     | Efrosin'ja Mstislavna  |                                            |  |  |       |  |  |                    |  |  |                    |  |
|                       |                     | Rinaldo di Châtillon   | Enrico di Châtillon                        |  |  |       |  |  |                    |  |  |                    |  |
|                       |                     | Rinaldo di Châtillon   | Enrico di Châtillon                        |  |  |       |  |  |                    |  |  |                    |  |
|                       |                     | Rinaldo di Châtillon   | …                                          |  |  |       |  |  |                    |  |  |                    |  |
| Agnese d'Antiochia    |                     | Rinaldo di Châtillon   |                                            |  |  |       |  |  |                    |  |  |                    |  |
|                       |                     | Costanza d'Antiochia   | Boemondo II d'Antiochia                    |  |  |       |  |  |                    |  |  |                    |  |
|                       |                     | Costanza d'Antiochia   | Boemondo II d'Antiochia                    |  |  |       |  |  |                    |  |  |                    |  |
|                       |                     | Costanza d'Antiochia   | Alice di Antiochia                         |  |  |       |  |  |                    |  |  |                    |  |
| Colomanno di Galizia  |                     | Costanza d'Antiochia   |                                            |  |  |       |  |  |                    |  |  |                    |  |
|                       | Bertoldo I d'Istria | Bertoldo II di Andechs |                                            |  |  |       |  |  |                    |  |  |                    |  |
|                       | Bertoldo I d'Istria | Bertoldo II di Andechs |                                            |  |  |       |  |  |                    |  |  |                    |  |
|                       | Bertoldo I d'Istria | Sofia di Carniola      |                                            |  |  |       |  |  |                    |  |  |                    |  |
| Bertoldo IV d'Andechs | Bertoldo I d'Istria |                        |                                            |  |  |       |  |  |                    |  |  |                    |  |
|                       |                     | Edvige di Wittelsbach  | Ottone IV di Wittelsbach                   |  |  |       |  |  |                    |  |  |                    |  |
|                       |                     | Edvige di Wittelsbach  | Ottone IV di Wittelsbach                   |  |  |       |  |  |                    |  |  |                    |  |
|                       |                     | Edvige di Wittelsbach  | Heilika di Pettendorf-Lengenfeld-Hopfenohe |  |  |       |  |  |                    |  |  |                    |  |
| Gertrude di Merania   |                     | Edvige di Wittelsbach  |                                            |  |  |       |  |  |                    |  |  |                    |  |
|                       |                     | Dedi III di Lusazia    | Corrado di Meißen                          |  |  |       |  |  |                    |  |  |                    |  |
|                       |                     | Dedi III di Lusazia    | Corrado di Meißen                          |  |  |       |  |  |                    |  |  |                    |  |
|                       |                     | Dedi III di Lusazia    | Luitgarda di Ravenstein                    |  |  |       |  |  |                    |  |  |                    |  |
| Agnese di Rochlitz    |                     | Dedi III di Lusazia    |                                            |  |  |       |  |  |                    |  |  |                    |  |
|                       |                     | Matilde di Heinsberg   | …                                          |  |  |       |  |  |                    |  |  |                    |  |
|                       |                     | Matilde di Heinsberg   | …                                          |  |  |       |  |  |                    |  |  |                    |  |
|                       |                     | Matilde di Heinsberg   | …                                          |  |  |       |  |  |                    |  |  |                    |  |
|                       |                     | Matilde di Heinsberg   |                                            |  |  |       |  |  |                    |  |  |                    |  |

### Esplicative
1. ↑  La Cronaca di Galizia e Volinia è la fonte più importante a descrivere il governo di Colomanno in Galizia; le altre fonti a disposizione narrano gli eventi senza una cronologia precisa, ragion per cui la maggioranza delle date relative a questo periodo restano incerte: Font e Barabás (2017), p. 13.
2. ↑  Lo storico Martin Dimnik scrive che Mstislav fece prigioniero Colomanno sia nel 1219 che nel 1221: Dimnik (2003), pp. 290-291.

### Bibliografiche
1. ↑  Almási (1994), p. 316.
2. 1 2  Engel (2001), p. 54.
3. ↑  Engel (2001), p. 54; Font (1991), p. 120.
4. ↑  Font (1991), pp. 121-122; Engel (2001), pp. 54, 89.
5. ↑  Engel (2001), p. 90; Font (1991), p. 122.
6. ↑  Font (1991), pp. 121-122.
7. ↑  Font e Barabás (2017), pp. 11-12.
8. ↑  Engel (2001), p. 90.
9. ↑  Engel (2001), p. 91.
10. ↑  Barabás (2016), pp. 90-91.
11. 1 2  Font e Barabás (2017), pp. 27-28.
12. ↑  Font e Barabás (2017), p. 28; Hollý (2007), p. 11.
13. ↑  Hollý (2007), pp. 11-12.
14. ↑  Hollý (2007), p. 12.
15. ↑  Hollý (2007), p. 12; Font e Barabás (2017), pp. 32-33.
16. 1 2  Barabás (2016), p. 92.
17. 1 2 3  Font (1991), p. 126.
18. ↑  Cronaca di Galizia e Volinia, p. 24.
19. ↑  Font e Barabás (2017), p. 55.
20. ↑  Font e Barabás (2017), pp. 61-62.
21. ↑  Font (1991), p. 126; Hollý (2007), p. 15.
22. ↑  Hollý (2007), p. 16.
23. ↑  Hollý (2007), pp. 16-17.
24. ↑  Hollý (2007), p. 17; Font (1991), p. 127.
25. ↑  Hollý (2007), p. 17; Font e Barabás (2017), pp. 41-44, 74.
26. ↑  Almási (1994), p. 316; Font e Barabas (2017), p. 43.
27. 1 2  Font e Barabás (2017), p. 43.
28. 1 2  Font (1991), p. 127.
29. ↑  Font (1991), p. 127; Hollý (2007), pp. 20-22.
30. ↑  Hollý (2007), pp. 20-21; Font e Barabás (2017), p. 67.
31. ↑  Hollý (2007), p. 21.
32. ↑  Font (1991), p. 128; Dimnik (2003), p. 290.
33. ↑  Hollý (2007), p. 22; Font e Barabás (2017), pp 68, 74.
34. ↑  Hollý (2007), p. 22; Font e Barabás (2017), p. 68.
35. ↑  Font e Barabás (2017), pp. 62, 68.
36. 1 2  Font (1991), p. 128.
37. ↑  Font (1991), p. 128; Hollý (2007), p. 22.
38. ↑  Font e Barabás (2017), pp. 68, 74; Dimnik (2003), p. 291.
39. ↑  Font e Barabás (2017), p. 68; Hollý (2007), p. 22.
40. 1 2  Hollý (2007), p. 22.
41. 1 2  Font (1991), p. 128; Hollý (2007), p. 23.
42. ↑  Font e Barabás (2017), pp. 69, 74; Hollý (2007), p. 23.
43. ↑  Prima Cronaca di Novgorod, p. 61.
44. 1 2  Hollý (2007), p. 23.
45. ↑  Hollý (2007), p. 23; Font e Barabás (2017), p. 76.
46. ↑  Hollý (2007), p. 23; Barabás (2016), p. 96.
47. ↑  Font e Barabás (2017), p. 75.
48. ↑  Hollý (2007), p. 23; Font e Barabás (2017), p. 75.
49. ↑  Font e Barabás (2017), pp. 76-80.
50. ↑  Font e Barabás (2017), p. 79.
51. ↑  Font e Barabás (2017), pp. 79-80.
52. ↑  Font e Barabás (2017), pp. 80-81.
53. ↑  Font e Barabás (2017), p. 78.
54. 1 2  Hollý (2007), p. 26.
55. ↑  Font e Barabás (2017), p. 94.
56. 1 2  Font e Barabás (2017), p. 85.
57. ↑  Font e Barabás (2017), p. 82.
58. 1 2  Font e Barabás (2017), p. 84.
59. ↑  Font e Barabás (2017), p. 89.
60. 1 2 3  Font e Barabás (2017), p. 109.
61. ↑  Font e Barabás (2017), p. 120.
62. ↑  Font e Barabás (2017), pp. 120-121.
63. ↑  Font e Barabás (2017), p. 117.
64. ↑  (EN) Robert Stallaerts, Historical Dictionary of Croatia, 3ª ed., Scarecrow Press, 2009,  p. 338, ISBN 978-08-10-87363-6.
65. ↑  Zsoldos (2020), p. 15.
66. ↑  (EN) Zofia Stone, Genghis Khan: A Biography, Vij Books India Pvt Ltd, 2017,  p. 89, ISBN 978-93-86-36711-2.
67. ↑  Font e Barabás (2017), p. 95.
68. 1 2 3  Font e Barabás (2017), p. 96.

### Fonti primarie
- The Chronicle of Novgorod, 1016-1471, traduzione di Robert Michell, vol. 25, Offices of the Society, 1914, ISBN 978-08-61-93025-8.
- The Hypatian Codex II: The Galician-Volynian Chronicle, traduzione di George A. Perfecky, Wilhelm Fink Verlag, 1973, LCCN 72-79463.

### Fonti secondarie
- (HU) Tibor Almási, Kálmán 2, in Gyula Kristó, Pál Engel e Ferenc Makk, Korai magyar történeti lexikon (9-14. század) [[Enciclopedia dell'Antica Storia Ungherese (IX–XIV secolo)], Akadémiai Kiadó, 1994, ISBN 963-05-6722-9.
- (EN) Gábor Barabás, Coloman of Galicia and his Polish Relations. The Duke of Slavonia as Protector of Widowed Duchesses, in Dániel Bagi, Gábor Barabás e Zsolt Máté, Hungaro-Polonica: Young Scholars on Medieval Polish-Hungarian Relations, Történészcéh Egyesület, 2016,  pp. 89-117, ISBN 978-963-12-7382-3.
- (EN) Martin Dimnik, The Dynasty of Chernigov, 1146-1246, Cambridge University Press, 2003, ISBN 978-0-521-03981-9.
- (EN) Pál Engel, The Realm of St Stephen: A History of Medieval Hungary, 895-1526, I.B. Tauris Publishers, 2001, ISBN 1-86064-061-3.
- (HU) Márta Font, II. András orosz politikája és hadjáratai [Politica e campagne in Rus' di Andrea II], vol. 125, n. 1-2, Századok, 1991,  pp. 107-144, ISSN 0039-8098 (WC · ACNP).
- (HU) Márta Font e Gábor Barabás, Kálmán, Halics királya, Szlavónia hercege, 1208–1241 [Colomanno, Re di Galizia, Duca di Slavonia, 1208-1241], Magyar Történelmi Társulat–Kronosz Kiadó, 2017, ISBN 978-963-467-000-1.
- (EN) Márta Font e Gábor Barabás, Coloman, King of Galicia and Duke of Slavonia (1208-1241): Medieval Central Europe and Hungarian Power, Amsterdam University Press, 2019, ISBN 978-164-1890-24-3.
- (EN) Karol Hollý, Princess Salomea and Hungarian–Polish Relations in the Period 1214-1241 (PDF), vol. 55, (Historický Časopis, 2007,  pp. 5-32, ISSN 0018-2575 (WC · ACNP).
- (HU) Gyula Kristó e Ferenc Makk, Az Árpád-ház uralkodói [Sovrani della casata degli Arpadi], I.P.C. Könyvek, 1996, ISBN 963-7930-97-3.
- (EN) Attila Zsoldos, The Árpáds and Their Wives: Queenship in Early Medieval Hungary 1000-1301, Viella Libreria Editrice, 2020, ISBN 978-88-33-13436-9.